# Yuan Ang
Yuan Ang (chino: 袁盎; pinyin: Yuán Àng; fallecido en 148 a. C.) fue un ministro de la Dinastía Han que sirvió como Emperador Wen y Emperador Jing. Su biografía aparece en el Shi Ji, y un paralelo en Han Shu. Fue asesinado en 148 a. C., cuando sus sugestiones irritaron al poderoso hermano del Emperador Jing, Liu Wu (劉武), el Príncipe de Liang, por asesinos enviados por el Príncipe Wu.
- Datos: Q1280140